# Azteekse codices

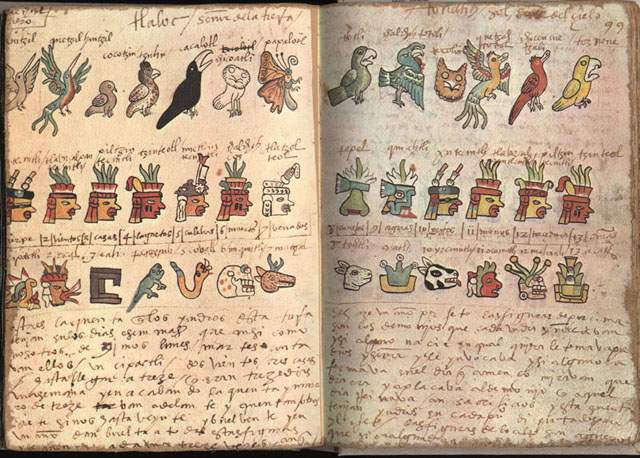
Folio 98 en 99 van de Codex Tudela (deze sectie staat in relatie met de Azteekse kalender), een 16e-eeuwse Azteekse codex

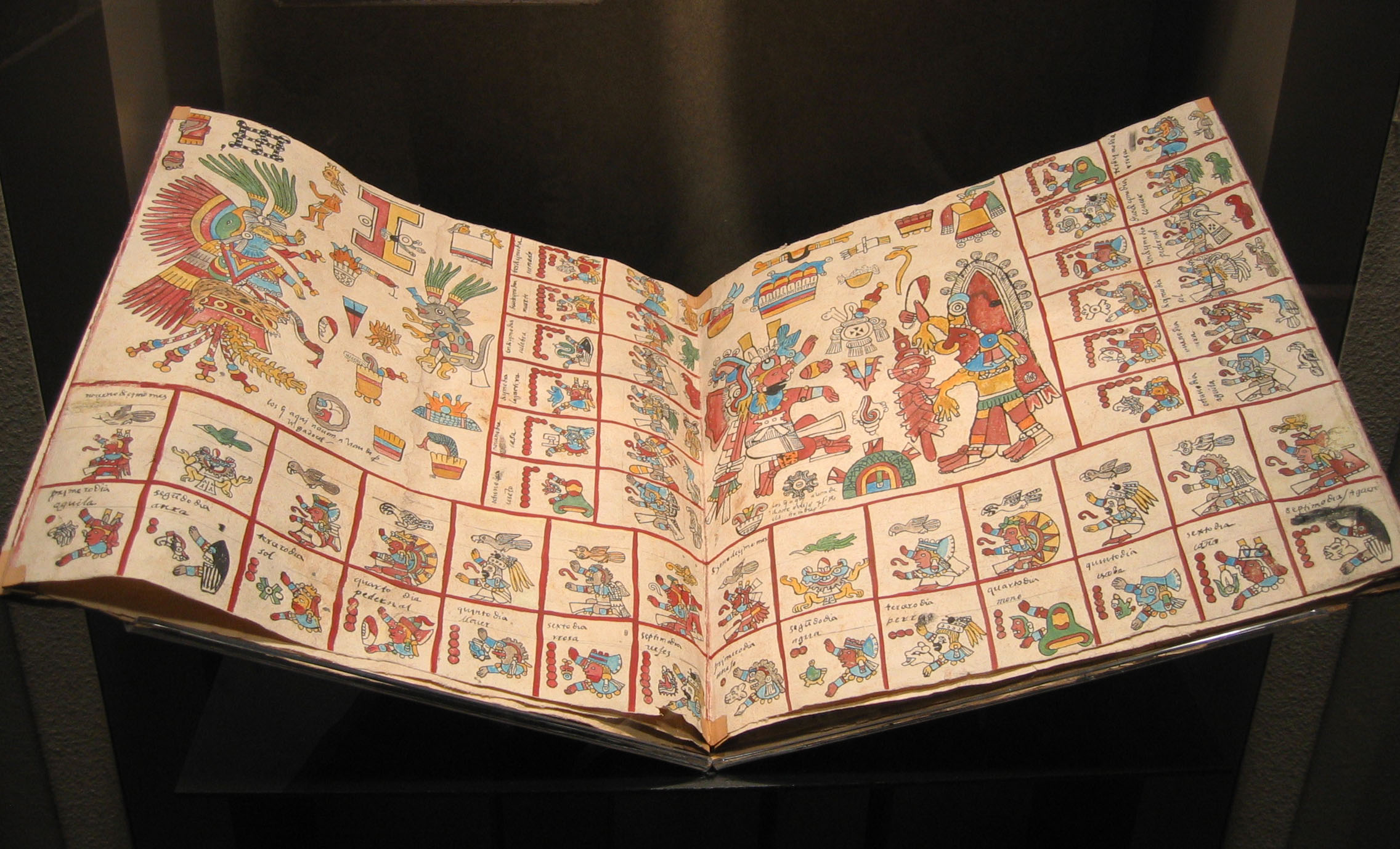
Replica van de Codex Borbonicus in het Nationaal Antropologiemuseum, Mexico-Stad

Azteekse codices (enkelvoud codex) zijn manuscripten geschreven door Azteken en Spaanse kolonisten die zich in de cultuur verdiepten. Deze codices behoren tot de beste primaire bronnen die de Azteekse cultuur weergeven.
De precolumbiaanse codices verschillen met Europese codices doordat ze voornamelijk van tekeningen voorzien waren en niet waren bedoeld om geschreven en gesproken teksten weer te geven. Geschreven pre-Spaanse bronnen met zuiver historische inhoud over de Azteken zijn niet bewaard gebleven. Wat wel over is, zijn in het beste geval Azteekse codices uit de tijd toen Mexico reeds door de Spanjaarden werd geregeerd. Zelfs dat wat aanvankelijk als 'Azteeks' werd beschouwd in Europese ogen, bleek vaak het stempel te dragen van christelijke aspecten. De reis van de Azteken bijvoorbeeld in de Codex Boturini (tussen 1530-1541) van Aztlan naar het 'Beloofde Land', onder begeleiding van hun god Huitzilopochtli, doet aan Mozes denken en heeft scepsis opgewekt of het hier wel om een pre-christelijke stichtingsmythe gaat. Het beloofde Land zou gemarkeerd zijn door een adelaar die een slang opeet, dat ook als een Romeins symbool kan worden opgevat of als een metafoor voor het licht, of als de overwinning van Christus op Satan. De Duitse historicus Felix Hinz (1973) concludeert: "Als historici moeten we toegeven, dat we helaas zo goed als niets weten van het Oude Mexico of Oude Amerika."
De Spaanse conquistadores werden in 1524 gevolgd door christelijke missionarissen. De 'friars', waaronder Torbio "Motolinía" Benavente (schreef tussen 1528-1569), Bernardino de Sahagún (schreef tussen 1530-1590) en Diego Durán (Durán Codex, 1579-81), begrepen dat de Azteekse religie de gehele cultuur doordesemde en namen daarom alle Azteekse codices in beslag. De meeste werden vernietigd, maar sommige werden ook gelezen, geïnterpreteerd met de hulp van Azteekse getuigen en getranscribeerd met Latijnse letters.
In 1980 werd door Werner Stenzel ontmaskerd dat de Indianen zouden hebben gedacht dat de Spanjaarden de terugkerende god Quetzalcoatl zou zijn en dat de christelijke God zijn komst aan Moctezuma II zou hebben aangekondigd door niet mis te verstane (hemel)tekenen. Hier kwam het beeld vandaan van de angstige, twijfelende en melancholieke huey tlatoani (grote spreker), als in de Codex Durán (fol. 182r). De Moctezuma van de 'apocalyptische interpretatie' zou hebben geweten dat hij geen schijn van kans maakte tegen de invallers, die als een soort boden van God het Azteekse heidendom, dat mensenoffers bracht, ofwel het 'werk van de duivel', zouden uitbannen. De missionarissen gingen, met hun verplicht opleggen van hun 'nieuwe interpretatie' aan alle bekeerde christenen, op dezelfde weg voort als de Azteken, die zelf de geschiedenis van de Mexicaanse hooglanden hadden herschreven en oudere bronnen hadden vernietigd.
De codices uit het koloniale tijdperk bevatten niet alleen de Azteekse pictogrammen, maar ook beschrijvingen in het klassieke Nahuatl, de Spaanse taal en soms Latijn.
Hoewel een paar codices uit de periode vóór de verovering door Spanje hebben overleefd, heeft de tlacuilo (codex beschildering) traditie de overgang naar de koloniale cultuur overleefd; geleerden hebben nu nog de beschikking over bijna 500 codices uit het koloniale tijdperk.

## Codex Borbonicus

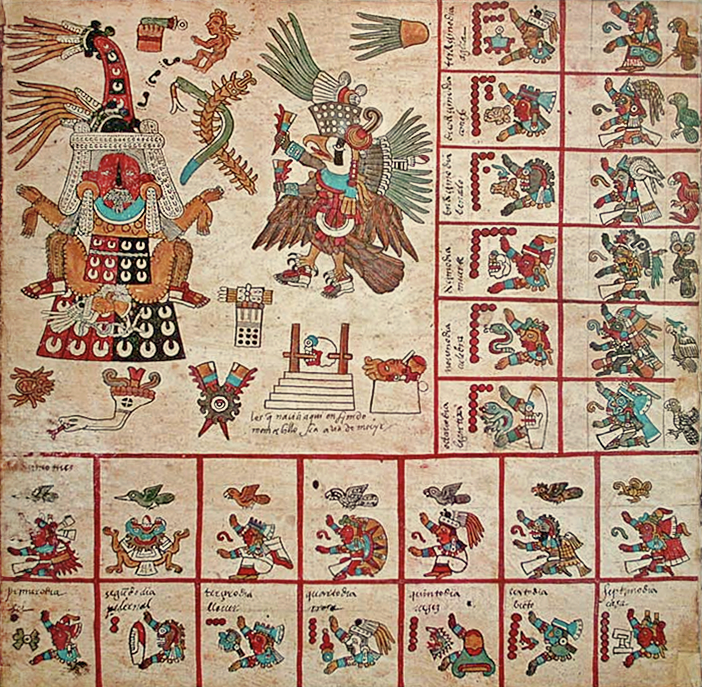
Folium 13 van de Codex Borbonicus.

De Codex Borbonicus is een codex geschreven door een Azteekse priester vlak voor of na de Spaanse verovering van Mexico. Net als alle andere precolombiaanse codices was het origineel geheel getekend, ondanks de Spaanse beschrijvingen die later werden toegevoegd. Het kan worden verdeeld in drie secties:
1. Een ingewikkelde tonalamatl, of profetische kalender;
2. Een documentatie van de Meso-Amerikaanse 52 jaar cyclus, die de data van de eerste dag van elk van deze 52 zonnejaren laat zien;
3. Een sectie van rituelen en ceremonies, in het bijzonder die de 52 jaar cyclus beëindigen, als het “Nieuwe Vuur” moet worden aangestoken.

## Boturini Codex

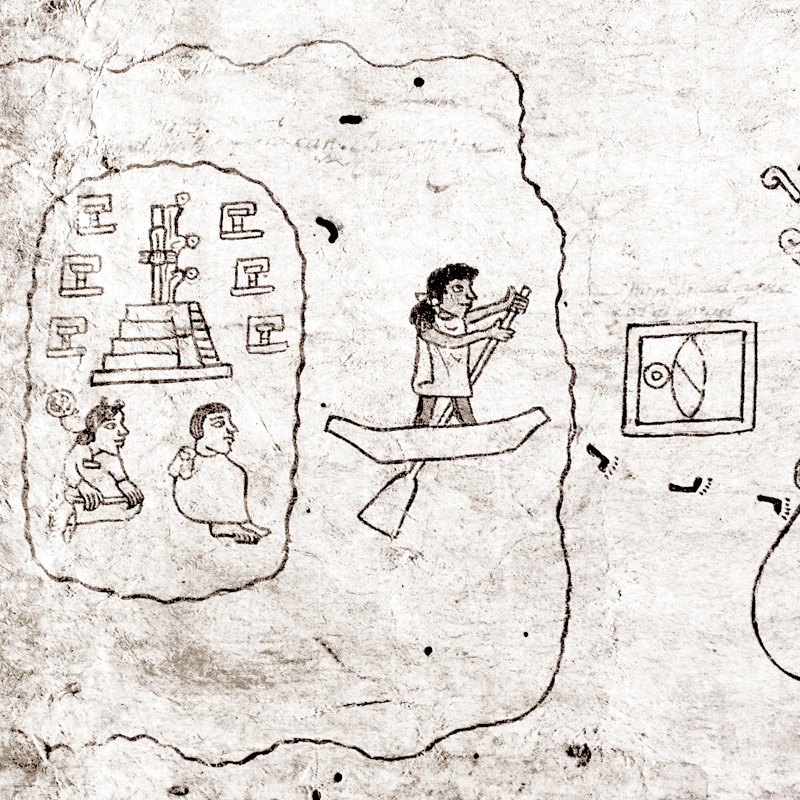
Detail van het eerste blad uit de Boturini Codex, dat het vertrek van Aztlán naar Colhuacan weergeeft.

De Boturini Codex is geschilderd door een onbekende Azteekse auteur ergens tussen 1530 en 1541, ruwweg een decennium na de Spaanse verovering van Mexico. De oorspronkelijke afbeelding vertelt het verhaal van de legendarische Azteekse reis van Aztlán naar de Vallei van Mexico.
In plaats van verschillende pagina’s te gebruiken, gebruikte de auteur een lang vel papier van amatl of ficusschors. Het vel werd als een accordeon gevouwen in 21½ pagina’s. Er is een scheur in het midden van de 22e pagina, en het is onzeker of het de bedoeling was van de auteur om het manuscript op dat punt te beëindigen. Anders dan andere Azteekse codices zijn de tekeningen niet gekleurd maar eerder uitgelijnd in zwarte inkt.
Dit handschrift staat ook wel bekend als de “Tira de la Peregrinación” ("De strook die de reizen toont"). Het handschrift is vernoemd naar een van de Europese bezitters, Lorenzo Boturini Bernaducci (1702– 1751).

## Codex Mendoza

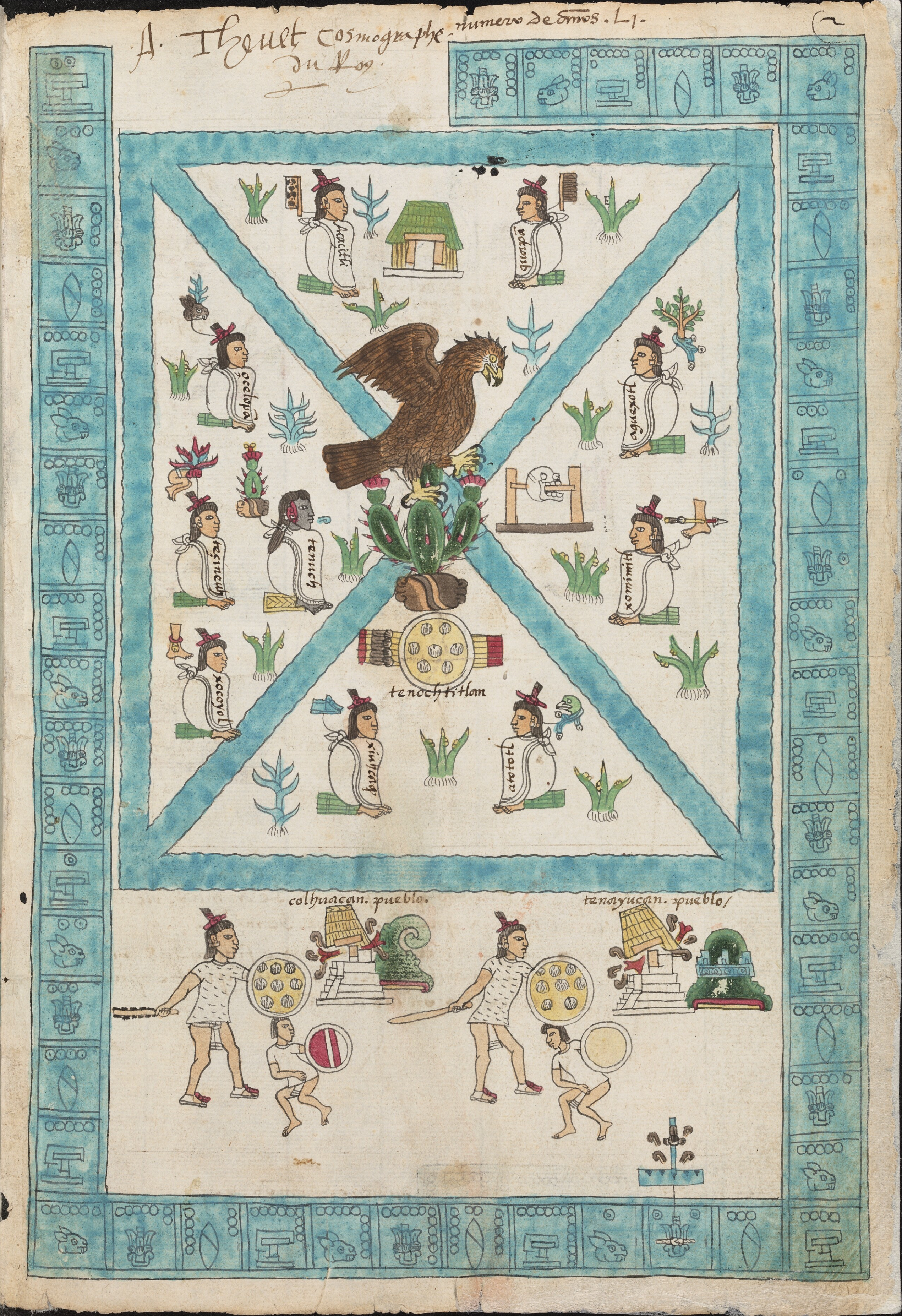
Deel van het eerste blad van de Codex Mendoza, dat het stichten van Tenochtitlan verbeeldt

De Codex Mendoza is een geschilderd document, met Spaanse observaties en commentaar, opgesteld rond 1541. Het is verdeeld in drie secties:
1. een historie van de Azteekse heersers en hun veroveringen
2. een lijst van de bijdragen betaald door elke schatplichtige provincie
3. een beschrijving van het dagelijkse Azteekse leven.

## Florentijnse Codex

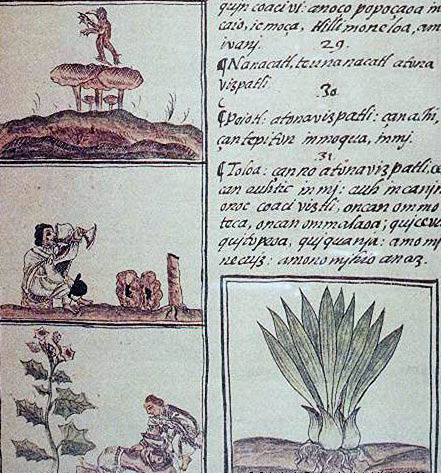
Afbeelding uit de Florentijnse Codex

De Florentijnse Codex is een set van 12 boeken gecreëerd onder de supervisie van Bernardino de Sahagún tussen (ongeveer) 1540 en 1585. Het is een kopie van het originele bronnenmateriaal dat nu verloren is gegaan, waarschijnlijk vernietigd door de Spaanse autoriteiten die De Sahagúns manuscripten in beslag hadden genomen. Waarschijnlijk meer dan andere bronnen is de Florentijnse Codex een hoofdbron geweest voor het Azteekse leven in de jaren voor de Spaanse verovering van Mexico, hoewel het pas in 1979 werd gepubliceerd. Voor die tijd waren alleen de gecensureerde en herschreven Spaanse vertalingen beschikbaar.

## Codex Osuna

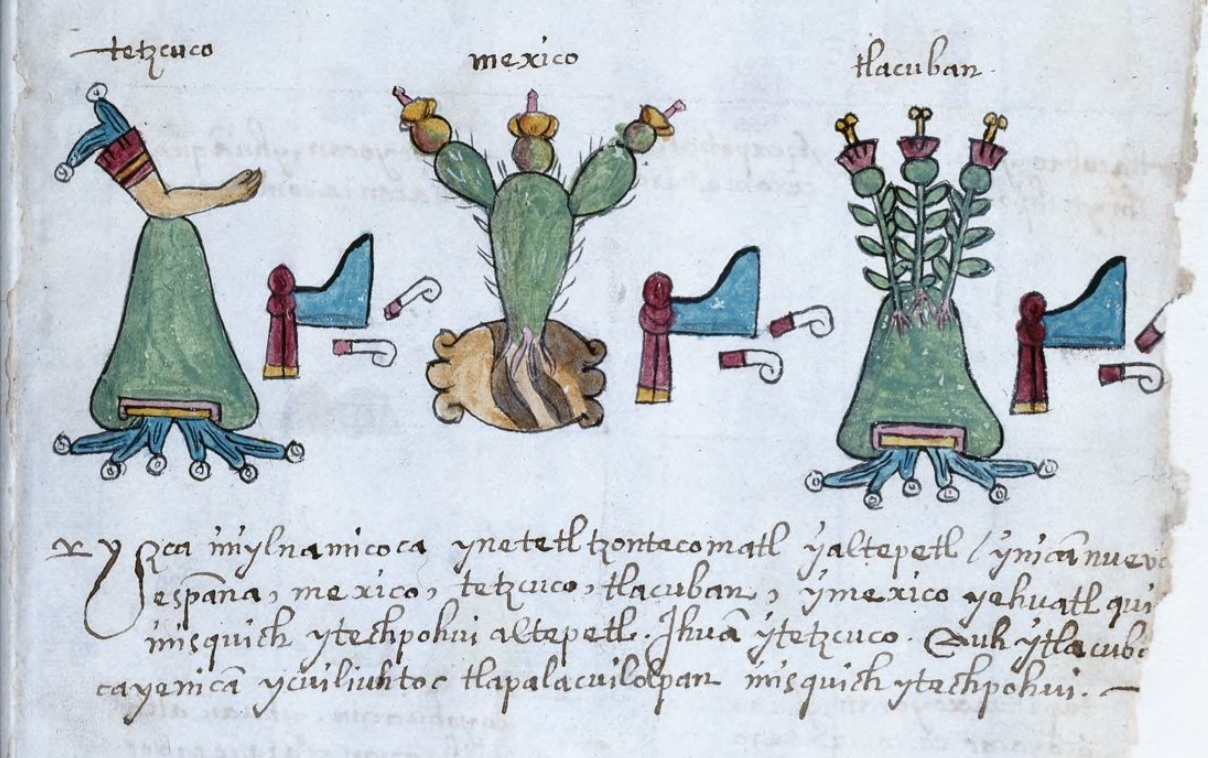
Sectie van pagina 34 van de Codex Osuna die een glyphs laat zien van Texcoco, Tenochtitlan, en Tlacopán.

De Codex Osuna is een set van zeven aparte documenten die in het begin van 1565 zijn gecreëerd, door middel van inlichtingen van Jerónimo de Valderrama, om als bewijs te dienen tegen de regering Viceroy Luis de Velasco in de periode 1563-1566. In deze codex claimen de inheemse leiders niet betaald te zijn voor het leveren van goederen en diverse diensten, inclusief het bouwen van constructies en huishoudelijke hulp.
De codex bestond in eerste instantie helemaal uit tekeningen. Nahuatl beschrijvingen en details werden later toegevoegd, tijdens het bekijken door de Spaanse autoriteiten, en er werd ook een vertaling van het Nahuatl bijgevoegd.

## Codex Magliabechiano

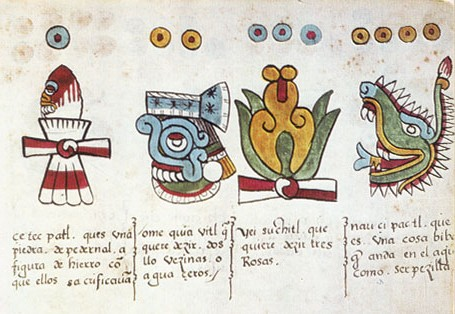
Achterkant van folium 11 uit de Codex Magliabechiano, deze laat de dagtekens Vuursteen (Mes), Regen, Bloem en Krokodil zien.

De Codex Magliabechiano is gecreëerd in het midden van de 16e eeuw in de Spaans koloniale tijd. Het handschrift is gebaseerd op een oudere onbekende codex. De Codex Magliabechiano is primair een religieus document, en laat onder andere de 20 dagnamen van de tonalpohualli zien, de 18 maandelijkse feesten, de 52-jarige cyclus, verschillende goden, inheemse religieuze riten, kostuums en de kosmologische geloven.
De Codex Magliabechiano heeft 92 pagina’s gemaakt van Europees papier, met tekeningen en Spaanstalige teksten op beide kanten van iedere pagina.
Het is vernoemd naar Antonio Magliabechi, een 17e-eeuwse Italiaanse handschriftenverzamelaar, en is momenteel in het bezit van de Biblioteca Nazionale Centrale, Florence, Italië.

## Aubin Codex

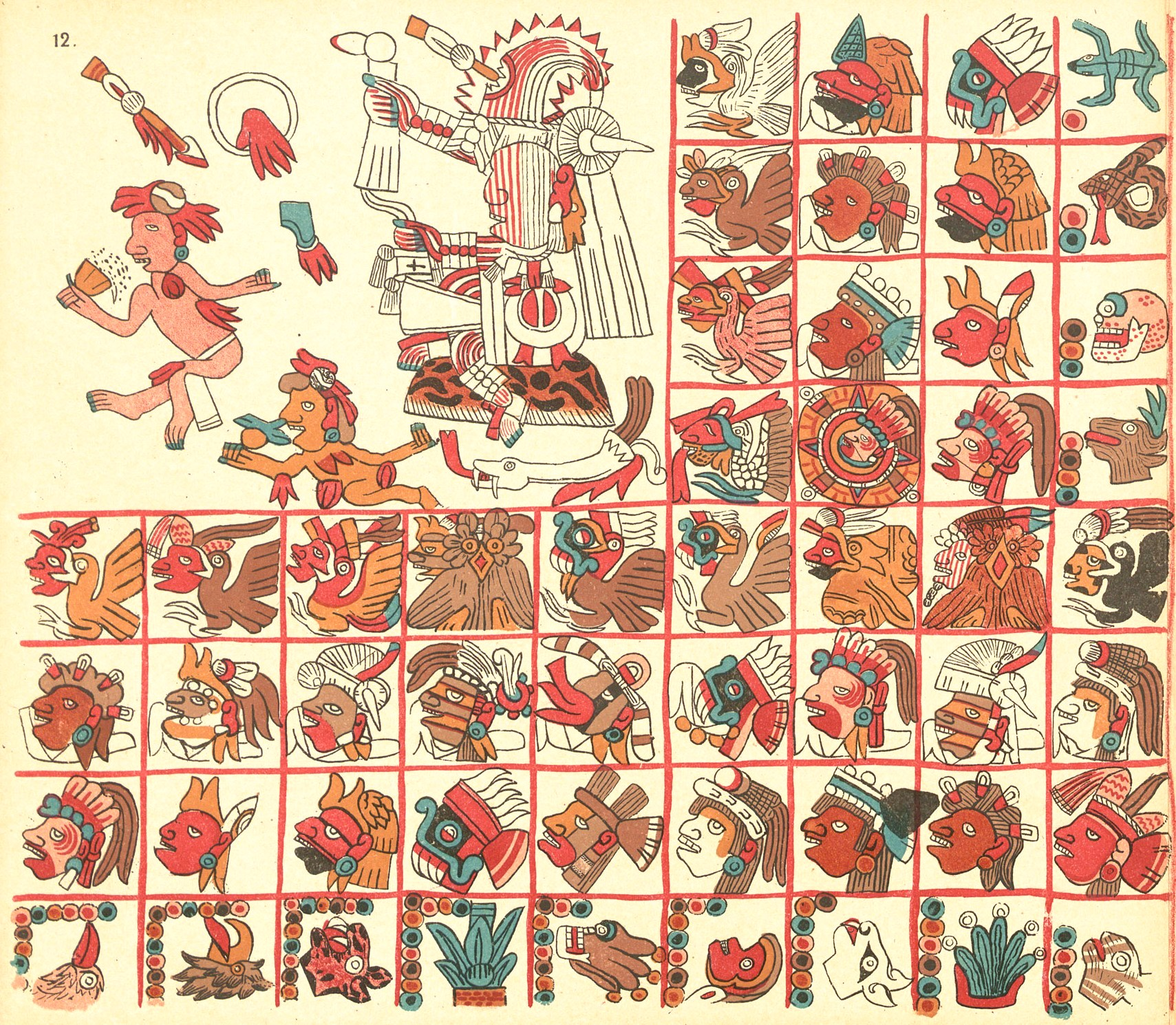
Pagina 222 van de Aubin Codex

De Aubin Codex is een getekende historie van de Azteken van hun vertrek uit Aztlán naar de Spaanse verovering van Mexicotot tot de vroeg Spaanse koloniale periode en eindigt in 1607. Hij bestaat uit 81 bladeren en werd waarschijnlijk opgezet vanaf 1576. Wellicht had Fray Diego Durán de supervisie over de preparatie, omdat het werd gepubliceerd in 1867 als Historia de las Indias de Nueva-España y isles de Tierra Firme, met Durán als de auteur.
Onder andere heeft de Aubin Codex een beschrijving van de slachting in 1520 bij de hoofdtempel, de Templo Mayor, van Tenochtitlan.
Deze codex wordt ook wel "Manuscrito de 1576" (“Het Manuscript van 1576”) genoemd, deze codex wordt bewaard door de Bibliothèque nationale de France in Parijs. Een kopie van het origineel wordt bewaard in de Robert Garrett Collectie van de bibliotheek van de Princeton University. De Aubin Codex moet niet verward worden met de gelijknamige Aubin Tonalamatl.

## Codex Cozcatzin

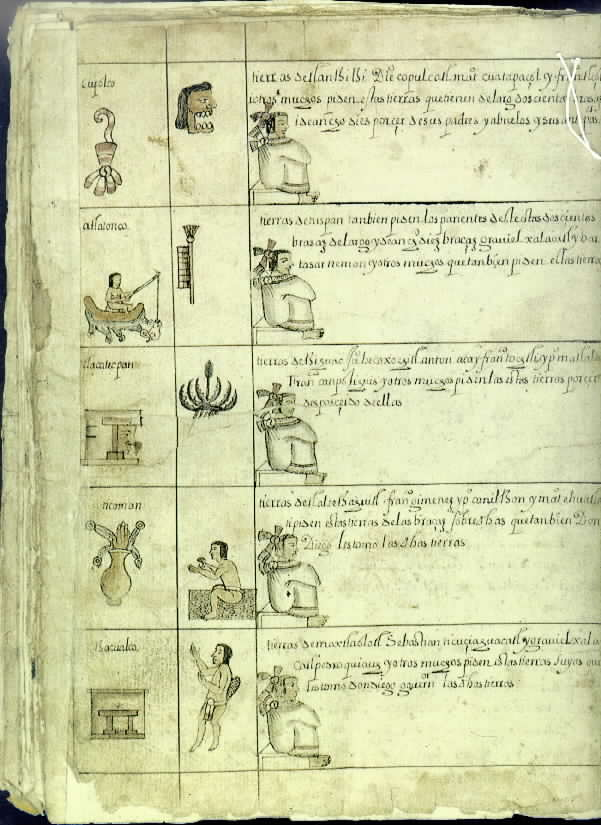
Pagina uit de Codex Cozcatzin

De Codex Cozcatzin is een postverovering gebonden manuscript die bestaat uit 18 vellen (36 pagina’s) Europees papier en dateert uit 1572, al werd het misschien later gecreëerd. Het is voornamelijk getekend en heeft korte Spaanse en Nahuatl beschrijvingen.
Het eerste gedeelte van de codex bevat een lijst met land toegezegd door Itzcóatl in 1439. Het maakt deel uit van een klacht tegen Diego Mendoza. Andere pagina’s bevatten lijsten met historische en genealogische informatie, focust op Tlatelolco en Tenochtitlan. De laatste pagina bevat astrologische beschrijvingen in het Spaans en is vernoemd naar Don Juan Luis Cozcatzin, wie in de codex verschijnt als "alcalde ordinario de esta ciudad de México" ("gewone burgemeester van deze stad van Mexico"). De codex bevindt zich tegenwoordig in de Bibliothèque Nationale in Parijs.

## Codex Ixtlilxochitl

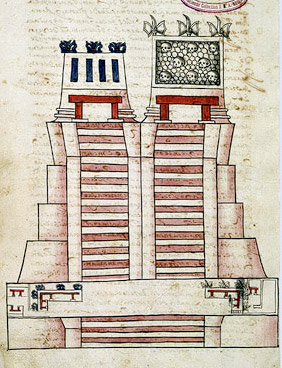
Afbeelding uit de Codex Ixtlilxochitl

De Codex Ixtlilxochitl is een vroeg-17e-eeuws codexfragment dat het volgende bevat: een kalender van de jaarlijkse festivals en rituelen die werden gevierd door de Azteken teocalli tijden het Mexicaanse jaar. Elk van de 18 maanden wordt gerepresenteerd door een god of een historisch karakter.
Geschreven in het Spaans heeft de Codex Ixtlilxochitl 50 pagina’s en bestaat uit 27 aparte vellen van Europees papier met 29 tekeningen. Het is afgeleid uit dezelfde bron als de Codex Magliabechiano. Het handschrift is vernoemd naar Fernando de Alva Cortés Ixtlilxochitl (tussen 1568 & 1578 - circa 1650), een lid van de heersende familie van Texcoco. Ook dit handschrift wordt bewaard in de Bibliothèque Nationale in Parijs.

## Libellus de Medicinalibus Indorum Herbis

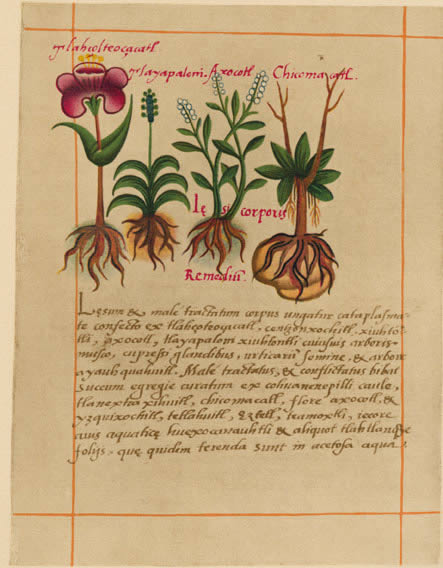
Een bladzijde uit de Libellus de Medicinalibus Indorum Herbis die een illustratie laat zien van de volgende planten: tlahçolteoçacatl, tlayapaloni, axocotl en chicomacatl.

De Libellus de Medicinalibus Indorum Herbis (Latijn voor "Klein boek van de medicinale kruiden van de Indianen") is een kruidenboek dat de medicinale toepassingen beschrijft van verschillende planten die door de Azteken werden gebruikt.
Het was vertaald naar het Latijn door Juan Badiano, vanuit het Nahuatl, en was oorspronkelijk geschreven in Tlatelolco in 1552 door Martín de la Cruz; dit origineel is echter verloren gegaan. De Libellus is ook bekend als het Badianus Manuscript, vernoemd naar zijn vertaler, De Codex de la Cruz-Badiano, is vernoemd naar de oorspronkelijke auteur en latere vertaler; en ook als de Codex Barberini, naar kardinaal Francesco Barberini, die het manuscript in de vroege 17e eeuw in zijn bezit had.

## Andere codices
- Codex Borgia – pre-Spaanse rituele codex. De naam wordt ook wel gegeven aan een groep (Borgia Groep) codices:
  - Codex Laud
  - Codex Vaticanus B
  - Codex Cospi
  - Codex Fejérváry-Mayer - pre-Spaanse kalender codex
- Codex Telleriano-Remensis - kalender, divinitory almanak en historie van de Azteekse mensen
  - Codex Ríos - een Italiaanse vertaling en uitvergroting van de Codex Telleriano-Remensis
- Ramírez Codex –geschiedenis door Juan de Tovar
- Anales de Tlatelolco a.k.a. "Unos Anales Históricos de la Nación Mexicana" - post-verovering
- Durán Codex – geschiedenis door Diego Durán
- Codex Xolotl – een geïllustreerde codex die de geschiedenis vertelt van de Vallei van Mexico, en Texcoco in het bijzonder, over Xolotls aankomst in de vallei om Azcapotzalco te verslaan in 1428.
- Azcatitlan Codex
- Mapa de Cuauhtinchan No. 2 - een inheemse pre-verovering map , legitimeert de land rechten van de Cuauhtinchantlacas